# Rožančeva nagrada
Rožančeva nagrada (tudi nagrada Marjana Rožanca) je nagrada za Najboljšo esejistično zbirko, ki jo podeljujejo od leta 1993 na pobudo Nika Grafenauerja. Prvotno sta jo podeljevala slovenski časopis Dnevnik in Založba Mihelač. Leta 1998 je organizacijo, zagotavljanje sredstev, imenovanje in usklajevanje dela žirije prevzel Sklad Marjana Rožanca. Sklad sta ustanovili založbi Mihelač in založba Nova revija. 2009 je skupaj z Novo revijo ugasnil tudi sklad, od takrat nagrade podeljuje Društvo Marjana Rožanca.

## Dobitniki Rožančeve nagrade
Dobitniki te nagrade so sledeči avtorji, za svoje eseje:
- 1993 - Drago Jančar - za esej Razbiti vrč[1],
- 1994 - Jože Snoj - za esej Med besedo in bogom[1],
- 1995 - Drago Jančar - za esej Egiptovski lonci mesa[1],
- 1996 - Tomo Virk - za esej Ujetniki bolečine[1],
- 1997 - Matevž Kos - za esej Prevzetnost in pristranost[1],
- 1998 - Aleš Berger - za esej Krokiji in beležke[1],
- 1999 - Milan Dekleva - za esej Gnezda in katedrale[1],
- 2000 - Edvard Kovač - za esej Oddaljena bližina[1],
- 2001 - Iztok Geister - za esej Levitve[1],
- 2002 - Vinko Möderndorfer - za esej Gledališče v ogledalu[1],
- 2003 - Vinko Ošlak- za esej Spoštovanje in bit[1],
- 2004 - Gorazd Kocjančič - za esej Tistim zunaj: Eksoterični zapisi 1990-2003[1],
- 2005 - Aleksander Zorn - za esej Smešna žalost preobrazbe[1],
- 2006 - Drago Jančar - za esej Duša Evrope[1],
- 2007 - Aleš Šteger - za esej Berlin in Igor Zabel za esej Eseji o moderni in sodobni umetnosti[1],
- 2008 - Dušan Jovanović - za esej Svet je drama[1],
- 2009 - Ifigenija Simonović - za zbirko esejev Konci in kraji[1],
- 2010 - Peter Kovačič Peršin - za zbirko esejev Vrnitev k Itaki: Slovenci v procesih globalizacije[2],
- 2011 - Miklavž Komelj - za zbirko esejev Nujnost poezije[3],
- 2012 - Meta Kušar - za esej Kaj je poetično ali Ura ilegale[1],
- 2013 - Alojz Ihan - za esej Državljanski eseji[1]
- 2014 - Marcel Štefančič - za zbirko esejev Kdor prej umre, bo dlje mrtev[4]
- 2015 - Andrej Capuder - za zbirko esejev Povest o knjigah[5]
- 2016 - Robert Simonišek -  za zbirko esejev Trk prostorov  in Jure Jakob za zbirko Hiše in drugi prosti spisi[6]
- 2017 - Miha Pintarič - za zbirko esejev Dvojni presledek[7]
- 2018 - Jasmin B. Frelih - za zbirko esejev Bleda svoboda[8]
- 2019 - Marcel Štefančič - za zbirko esejev Ivan Cankar: eseji o največjem[9]
- 2020 - Esad Babačić - za  zbirko esejev Veš, mašina, svoj dolg?
- 2021 - Robert Simonišek - za zbirko esejev Pejsaži-sanjati na soncu
- 2022 - Uroš Zupan - za zbirko esejev Znamenja v kroženju o osebno formativnih znamenjih ob srečevanju s 15 slovenskimi pesniki
- 2023 - Ivana Djilas - za  zbirko esejev A si lahko vsaj enkrat tiho
- 2024 - Helena Koder - za zbirko esejev Krošnja z neznanimi sadeži